# 人民自由报
《人民自由报》（匈牙利語： 匈牙利語發音：[ˈneːpsɒbɒtʃaːɡ])）是匈牙利的一份报纸，政治立场左倾。《人民自由报》是匈牙利最大的政治类报纸，原为匈牙利社会主义工人党的机关报（1956年—1990年），前身是《自由人民报》。东欧剧变后，其以高质量的新闻报道在新闻界继续站稳脚跟并获得了权威地位。现独立成立股份公司，先是由德国贝塔斯曼，后来由瑞士荣格集团控股。编辑独立于董事会运行。
2016年10月8日突然宣佈停刊，包括印刷版和網上版都停止出版，屬下記者在當日被拒進入報社後才收到停刊通知，公司表示是由於報章銷量持續下跌，因商業理由而決定停刊。有反對派認為該報停刊涉及政府施壓。